# Mushi He
Mushi He är ett vattendrag i Kina. Det ligger i provinsen Jilin, i den nordöstra delen av landet, omkring 110 kilometer nordost om provinshuvudstaden Changchun.
Genomsnittlig årsnederbörd är 767 millimeter. Den regnigaste månaden är juli, med i genomsnitt 163 mm nederbörd, och den torraste är januari, med 9 mm nederbörd.